# Sinibrama longianalis
Sinibrama longianalis är en fiskart som beskrevs av Xie, Xie och Zhang 2003. Sinibrama longianalis ingår i släktet Sinibrama och familjen karpfiskar. Inga underarter finns listade i Catalogue of Life.